# Estrecho (métro de Madrid)
Estrecho (en espagnol : estación de Estrecho) est une station de la ligne 1 du métro de Madrid. Elle est située sous l'intersection des rues Bravo Murillo et Francos Rodríguez, dans le district de Tetuán, à Madrid en Espagne.

## Situation sur le réseau

Plan du réseau.

Établie en souterrain, Estrecho est une station de passage de la ligne 1 du métro de Madrid. Elle est située entre la station Tetuán, en direction du terminus Pinar de Chamartín, et la station Alvarado, en direction du terminus Valdecarros.
Elle dispose des deux voies de la ligne encadrées par deux quais latéraux.

## Histoire
La station Estrecho est mise en service le 6 mars 1929 lors de l'ouverture d'une extension de la ligne 1 au nord de Cuatro Caminos. Elle est nommée en référence au quartier éponyme sur laquelle elle est établie. Ce quartier doit son nom au détroit de Gibraltar, Estrecho de Gibraltar en espagnol.

## Services aux voyageurs

### Accès et accueil
La station dispose de quatre bouches accèsla ru, aux : 172, 181, 194 et 205 de la rue Bravo Murillo. Elles sont toutes équipées simplement d'escaliers fixes. Située en zone tarifaire A, elle est ouverte tous les jours de 06h00 à 01h30.

### Desserte
Estrecho est desservie par les rames de la ligne 1 du métro de Madrid.

Installations et desserte
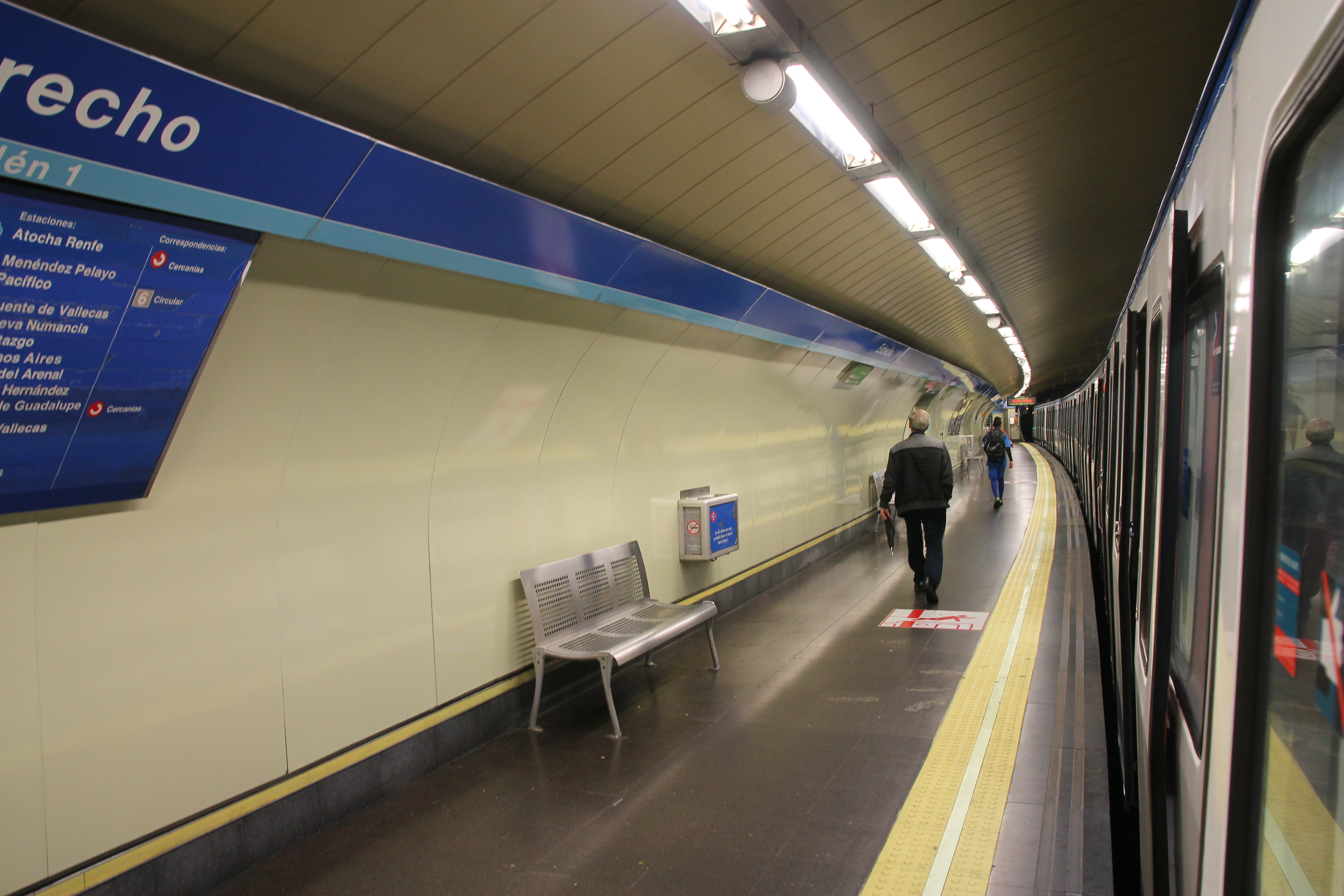
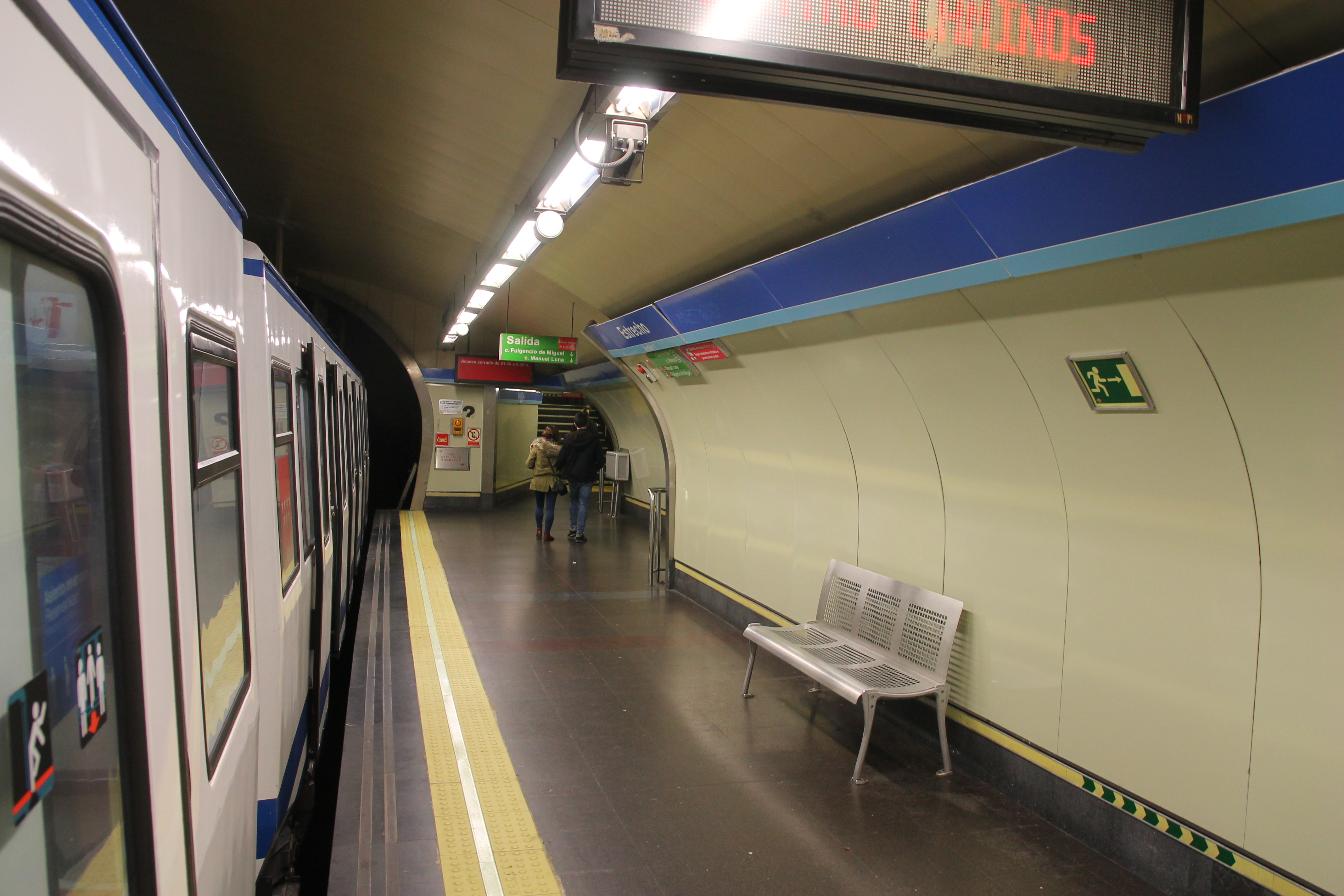

### Intermodalité
À proximité, des arrêts de bus EMT, sont desservis par les lignes : diurne 3, 43, 64, 66, 124, 126, 128 et nocturne N23.

## À proximité
- Palais royal de Madrid
- Musée du Prado
- Musée Thyssen-Bornemisza
- Musée national centre d'art Reina Sofía
- Musée Sorolla
- Tour Picasso
- Parc du Retiro